# Micro Machines (serie de videojuegos)

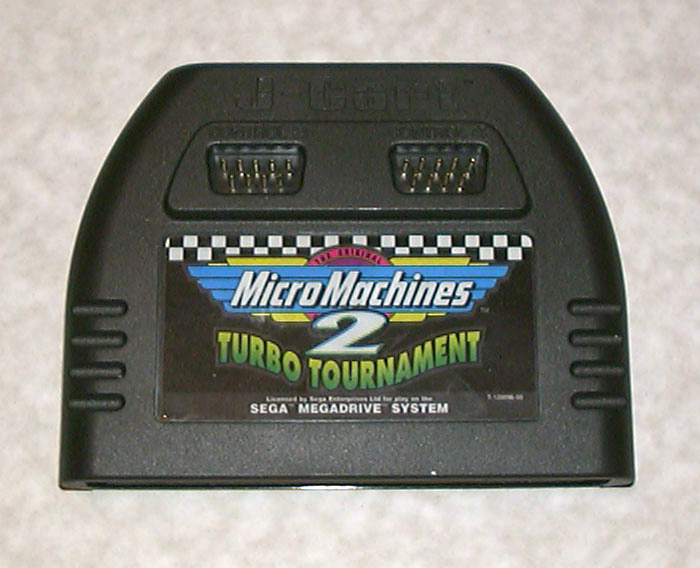
Mega Drive

Micro Machines es la conversión de los coches en miniatura Micro Machines de la empresa Hasbro a lo virtual. Un juego de carreras cuyos principales circuitos pueden ser cualquier rincón de la casa los cuales hacen el juego más divertido y emocionante.
Dispone de 28 pantallas o circuitos y 8 coches distintos.
En posteriores versiones se van introduciendo todos los vehículos fabricados en miniatura por Hasbro y muchos más circuitos en el que nos seguirán sorprendiendo sus detalles más curiosos.

## Historia
En 1991 Codemasters (desde 1985), una de las compañías más antiguas conocidas de videojuegos, fue el difusor de la primera entrega de este videojuego.
Fue desarrollada para Nes con 8 bits y dos o tres años más tarde adaptada a otras videoconsolas tales como Game Boy o la Mega Drive y Snes con 16 bits. Además fue el antecesor de juegos que posteriormente imitaron su estilo como Mario Kart o el tan valorado en su día Mashed - Fully Loaded creado por Virgin Play.

## Modos de juego
En su primera versión tenía dos modos de juego: Callenge o Head to Head.

### Challenge
Se trata del clásico modo uniplayer (para un solo jugador) que nos hacen nuestros ratos libres más amenos
En él podemos elegir otros dos submodos: Head to Head o Callange.
-	Head to Head: Mantendremos un reto contra la máquina intentando conseguir dejarle tras y combatiendo por los bonus dando las vueltas necesarias. Mientras seamos vencedores seguiremos pasando de pantalla para así poder explorar todos los lugares de la casa.
-	Callange: Disputaremos por los primeros puestos con el resto de participantes (también la computadora) por conseguir la colección completa de Micro Machines y coleccionarlos en nuestra estantería.

### Head to Head
Es el modo multiplayer (en esta primera versión para dos jugadores) también dispone de dos submodos: Tournament o Single race.
-	Tournament: Como en el Head to Head del uniplayer intentaremos luchar por la victoria, esta vez cuando no estemos solos.
-	Single race: Lucharemos por el primer puesto contra nuestro amigo a lo largo de todos los circuitos.

## Versiones posteriores
- Micro Machines 2: Turbo Tournament (1995).[1]
- Micro Machines Turbo Tournament '96 (1995).
- Micro Machines Military: It's a Blast! (1996).
- Micro Machines V3 (1997).
- Micro Machines 64 Turbo (1998).
- Micro Maniacs (2000).
- Micro Machines (2002) - el cual se puede confundir con la entrega inicial.
- Micro Machines V4 (2006)
- Micro Machines World Series (2017)